# ۸۳ (عدد)
۸۳(هشتاد و سه) یک عدد طبیعی است که بعد از ۸۲ و قبل از ۸۴ قرار دارد.